# Mormopterus norfolkensis
Mormopterus norfolkensis је сисар из реда слепих мишева и фамилије Molossidae. 

## Угроженост
Ова врста се сматра рањивом у погледу угрожености врсте од изумирања.

## Распрострањење
Аустралија је једино познато природно станиште врсте.

## Популациони тренд
Популација ове врсте се смањује, судећи по расположивим подацима.

## Станиште
Врста Mormopterus norfolkensis има станиште на копну.